# Wood Dalling
Wood Dalling is een civil parish in het bestuurlijke gebied Broadland, in het Engelse graafschap Norfolk met 209 inwoners.